# Seznam cerkva, ki jih je ustanovil Štefan III. Moldavski
Štefan III. Moldavski (ali Štefan Veliki), moldavski knez, je kot donator ustanovil številne pravoslavne cerkve in samostane. Ni res, kot pravi izročilo, da je za vsako dobljeno bitko zgradil cerkev, zgradil pa je mnoge v počastitev zmage in v slavo spomina na padle vojake. Spodnji seznam je sestavljen na osnovi vklesanih zapisov iz časa njegovega vladanja, le zadnji dve cerkvi sta bili dodani na osnovi lokalnega izročila, ne da bi imeli označeno letnico gradnje. Skoraj gotovo je ustanovil še druge cerkve (pripisujejo mu jih še najmanj sedem). Tukaj so navedene le tiste, ki imajo jasno dokumentacijo.
| Ime                                                 | Lokacija        | Leto gradnje         | Fotografija |
| --------------------------------------------------- | --------------- | -------------------- | ----------- |
| Cerkev Marijinega zaspanja, samostan Putna          | Putna           | 1466-1469            |             |
| Cerkev sv. Procopiusa                               | Milișăuți       | 1487 (porušena 1917) |             |
| Cerkev sv. Nikolaja                                 | Kilija          | 1482                 |             |
| Cerkev sv. križa                                    | Pătrăuți        | 1487                 |             |
| Cerkev sv. Elije                                    | Sfântu Ilie     | 1488                 |             |
| Cerkev sv. Jurija, samostan Voroneț                 | Gura Humorului  | 1488                 |             |
| Cerkev obglavljenja Janeza Krstnika                 | Vaslui          | 1490                 |             |
| Cerkev sv. Nikolaja                                 | Iași            | 1491-1492            |             |
| Cerkev sv. Jurija                                   | Hârlău          | 1492                 |             |
| Cerkev Marijinega zaspanja                          | Borzești        | 1493-1494            |             |
| Stolnica sv. Petra in Pavla                         | Huși            | 1495                 |             |
| Cerkev sv. Nikolaja                                 | Dorohoi         | 1495                 |             |
| Cerkev sv. Nikolaja, samostan Popăuți               | Botoșani        | 1496                 |             |
| Cerkev nadangela Mihaela, samostan Războieni        | Războieni       | 1496                 |             |
| Cerkev Marijinega rojstva, samostan Tazlău          | Tazlău          | 1496-1497            |             |
| Cerkev Kristusovega vnebohoda, samostan Neamț       | Vânători-Neamț  | 1497                 |             |
| Cerkev rojstva Janeza Krstnika                      | Piatra Neamț    | 1497-1498            |             |
| Nova kapela sv. Janeza in zvonik, samostan Bistrița | Bistrița, Neamț | 1498                 |             |
| Zvonik cerkve sv. Janeza                            | Piatra Neamț    | 1499                 |             |
| Cerkev povišanja svetega križa                      | Volovăț         | 1500-1502            |             |
| Cerkev sv. križa, samostan Dobrovăț                 | Dobrovăț        | 1503-1504            |             |
| Cerkev obglavljenja Janeza Krstnika                 | Reuseni         | 1503-1504            |             |
| Cerkev sv. Paraskeve (Petke)                        | Râmnicu Sărat   | 1704 (vnešena)       |             |
| Cerkev nadangelov Mihaela in Gabriela               | Scânteia        | 1846 (vnešena)       |             |